# Holbeinpferd

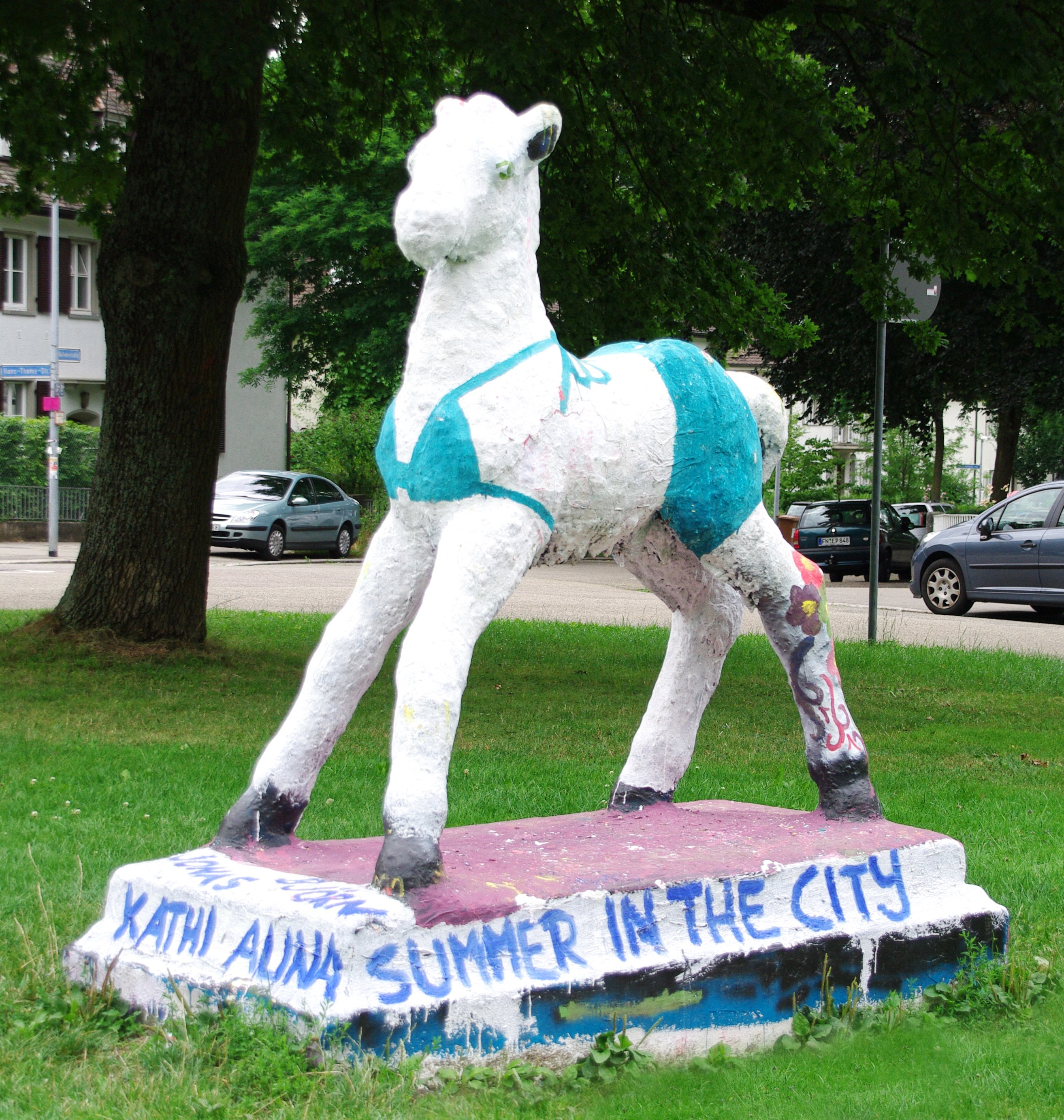
26 juillet 2010

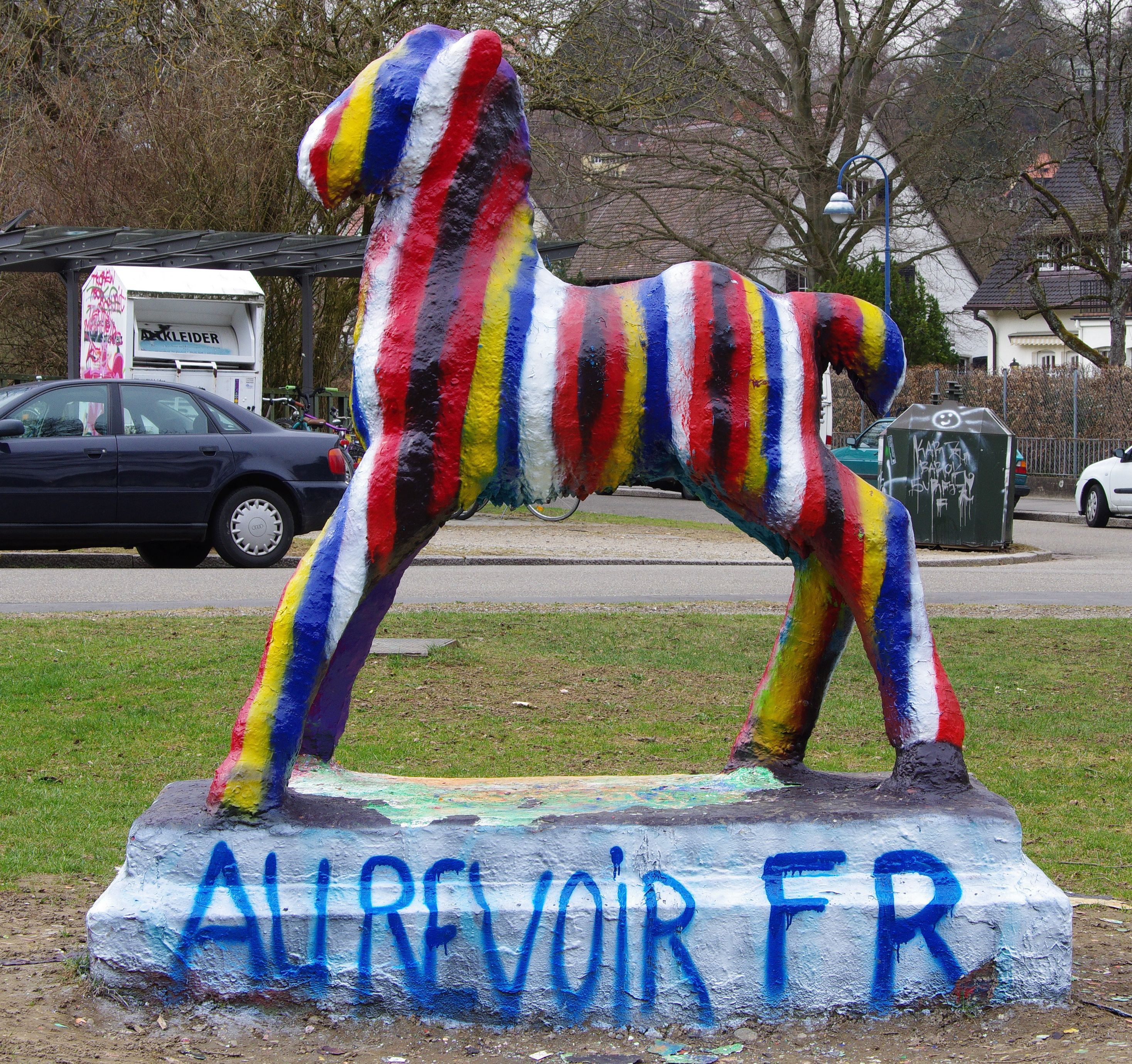
17 mars 2012

Holbeinpferd est le nom familier de la sculpture d'un cheval (en allemand : Pferd) dans le quartier Wiehre de Fribourg-en-Brisgau qui se trouve au coin des rues Günterstalstraße et Holbeinstraße. Cette sculpture d'un poulain en béton a été créé en 1936 par le sculpteur Werner Gürtner.
La sculpture est célèbre pour être régulièrement et librement repeinte depuis les années 1980.

## Liens
- www.holbein-pferd.de
- www.atlasobscura.com: Holbein Horse (en)